# Cheilosia aerea
Cheilosia aerea är en tvåvingeart som beskrevs av Dufour 1848. Cheilosia aerea ingår i släktet örtblomflugor, och familjen blomflugor.
Artens utbredningsområde är Frankrike. Inga underarter finns listade i Catalogue of Life.